# Ümürbek Bazarbaýew
Ümürbek Bazarbaýew (* 17. September 1981 in Iljaly, Oblast Taschaus, Turkmenische SSR, UdSSR) ist ein ehemaliger turkmenischer Gewichtheber.

## Werdegang
Ümürbek Bazarbaýew nahm an den Olympischen Sommerspielen 2004 teil, wo er den sechsten Rang in der Gewichtsklasse bis 62 kg mit 287,5 kg belegte. Bei den Olympischen Sommerspielen 2008 konnte er den Wettbewerb nicht beenden. Er gewann die Bronzemedaille bei der Asienmeisterschaft 2008 in der Kategorie bis 62 kg mit einer Gesamtleistung von 296 kg.
Bei den Olympischen Sommerspielen 2012 belegte er wieder den sechsten Platz mit 302 kg im Zweikampf.

### Dopingsperre 2015
Bazarbaýew war bei an den IWF-Weltmeisterschaften 2015 in Houston (Texas) positiv auf anabole Steroide getestet und für vier Jahre bis zum 10. Dezember 2019 gesperrt worden.
2018 wurde bekannt, dass er seit 2016 in Turkmenistan als Trainer für das Nationalteam, u. a. für Kristina Şermetowa (* 1993), gearbeitet haben soll.